# Acton Smee Ayrton
Pour les articles homonymes, voir Ayrton.
Acton Smee Ayrton (5 août 1816 - 30 novembre 1886) est un avocat britannique et homme politique du Parti libéral. Considéré comme un radical et un champion de la classe ouvrière, il est premier commissaire aux travaux sous William Ewart Gladstone entre 1869 et 1873. Il est surtout connu pour la «controverse Ayrton» sur les installations scientifiques à Jardins botaniques royaux de Kew. 

## Biographie
Il est l'oncle du physicien et ingénieur électricien William Edward Ayrton. 
Il exerce la profession d'avocat à Bombay, en Inde britannique, et est appelé au barreau à Middle Temple en 1853 . En 1857, il est élu député de Tower Hamlets, siège qu'il occupe jusqu'en 1874 . Il exerce des fonctions dans la première administration de William Ewart Gladstone comme secrétaire financier au Trésor de 1868 à 1869 et comme premier commissaire aux travaux de 1869 à 1873 et est admis au Conseil privé en 1869. 
Il est surtout connu pour la soi-disant "controverse Ayrton". Dans une tentative, au début des années 1870, de réduire les dépenses publiques, Ayrton (en tant que premier commissaire des travaux) encourage une proposition selon laquelle les fonctions scientifiques coûteuses des Jardins botaniques royaux de Kew devraient être transférées et que les jardins devraient être conservés uniquement comme un parc public. Cela provoque une confrontation avec Joseph Dalton Hooker (directeur de Kew), qui obtient le soutien de Charles Darwin et Charles Lyell, entre autres sommités scientifiques. Après des débats dans les deux chambres du Parlement, Ayrton est muté au poste de juge-avocat général et la proposition échoue . 
Ayrton est resté juge-avocat général jusqu'à la chute du gouvernement Gladstone en février 1874. Il perd son siège au Parlement aux élections générales de cette année et n'est jamais revenu à la Chambre des communes. 
Dans le Palais de Westminster, la lanterne au sommet de Big Ben est appelée la lumière Ayrton, allumée lorsque l'une ou l'autre chambre du Parlement siège après la tombée de la nuit. Elle est installée en 1885 à la demande de la reine Victoria afin qu'elle puisse voir depuis le Palais de Buckingham lorsque les membres siègent et nommée d'après Ayrton ,.

## Vie privée
Au cours des dernières années de sa vie, il fréquente quotidiennement le Reform Club. Il est décédé à l'hôtel Mount Dore, Bournemouth, le 30 novembre 1886 . 
Il est enterré au Brompton Cemetery, Londres . 